# Erhard Stölting
Erhard Stölting (* 28. November 1942 in Freiburg im Breisgau) ist ein deutscher Soziologe.

## Leben
Nach dem Abitur (1962) in Freiburg im Breisgau studierte Stölting bis 1964 Germanistik und Romanistik an der Freien Universität Berlin, wechselte dann die Studienfächer und studierte ebendort bis 1969 Soziologie, Psychologie, Politikwissenschaft und Philosophie (Abschluss: Diplom-Soziologe).
Von 1969 bis 1972 war er wissenschaftlicher Angestellter am Zentralinstitut für sozialwissenschaftliche Forschung an der FU Berlin, von 1973 bis 1982 dann Wissenschaftlicher Assistent am Institut für Soziologie der Universität Erlangen-Nürnberg. Stölting promovierte 1974 an der FU Berlin und habilitierte sich 1982 an der Universität Erlangen-Nürnberg, wo er 1982/83 als Akademischer Oberrat arbeitete. Es folgten Lehrstuhlvertretungen an der Universität Bayreuth und der Universität Bochum. Von 1985 bis 1992 war Stölting Professor für Soziologie an der FU Berlin. Danach ging er für zwei Jahre als Gastprofessor an die University of California in Berkeley. Seit 1994 ist Stölting Professor für Soziologie an der Universität Potsdam. Er wurde 2007 emeritiert.

## Schriften
- Wissenschaft als Produktivkraft. Die Wissenschaft als Moment des gesellschaftlichen Arbeitsprozesses, List, München 1974, ISBN 3-471-61611-X (zugleich Dissertation an der Freien Universität Berlin 1974).
- Mafia als Methode, Palm & Enke, Erlangen 1983, ISBN 3-7896-0144-6.
- Akademische Soziologie in der Weimarer Republik, Duncker & Humblot, Berlin 1986, ISBN 3-428-06170-5 (zugleich Habilitationsschrift an der Friedrich-Alexander-Universität Erlangen-Nürnberg 1982).
- Eine Weltmacht zerbricht. Nationalitäten und Religionen in der UdSSR, Frankfurt a. M. (Eichborn) 1990; 3. erweiterte Aufl. 1991, ISBN 3-8218-1132-3.